# Miriam Dehne

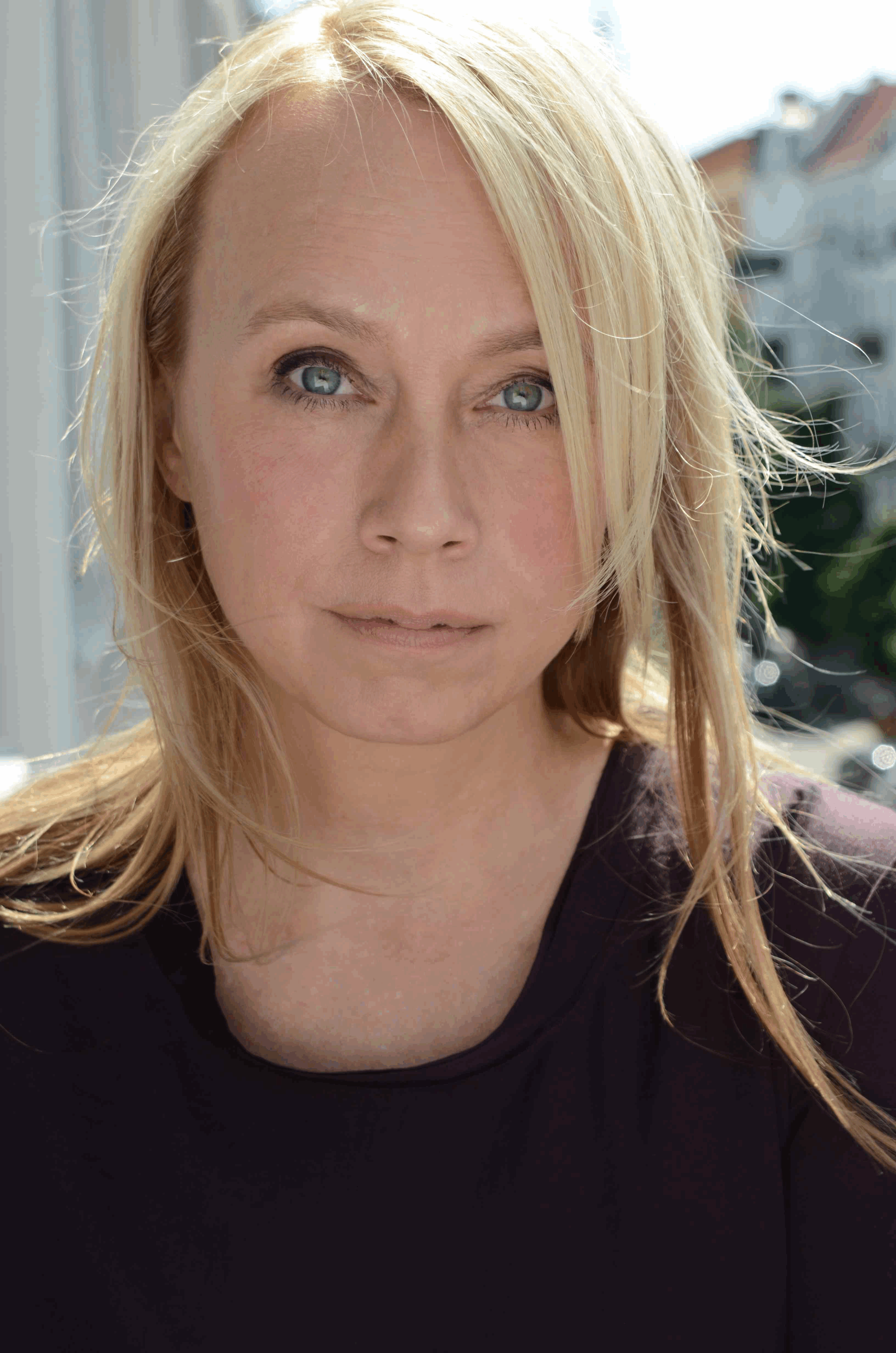
Miriam Dehne

Miriam Dehne (* 23. Februar 1968 in Düsseldorf) ist eine deutsche Filmregisseurin und Autorin.

## Leben
Miriam Dehne wuchs in Düsseldorf auf. Nach dem Abitur zog Miriam Dehne nach Berlin. Ihr Design-Studium an der Universität der Künste Berlin schloss sie als Diplom-Designerin ab.
Bereits während des Studiums begann sie, Drehbücher für Kurz- und Dokumentarfilme zu schreiben und diese als Regisseurin umzusetzen. Seit 1995 arbeitete Miriam Dehne für unterschiedliche Formate und Sender als Film- und Theaterregisseurin, Autorin und Producerin.
Stadt als Beute, Dehnes erster abendfüllender Kinospielfilm (zusammen mit Esther Gronenborn und Irene von Alberti), hatte 2005 im Forum der Berlinale Premiere und wurde für den Femme Total Preis auf dem Frauenfilmfest Dortmund nominiert. Er erhielt vom Internationalen Verband der Filmkunsttheater („Confédération Internationale des Cinémas D’Art et Essai“) eine lobende Erwähnung sowie eine Vornominierung für den Deutschen Filmpreis.
Für die Webserie They call us Candygirls erhielt sie 2008 den ITPV Award. Es handelte sich um die erste fiktionale Webserie in Deutschland, zu der das Portal Myspace erstmals die Profile der Darstellerinnen crossmedial mit ihren „Fake Profilen“ verlinkte. Die Drehbücher für die 30 Folgen schrieb sie zusammen mit der Autorin Jackie Thomae. Der Kurzfilm Falling Stars, der in Zusammenarbeit mit Studenten der Filmuniversität Babelsberg Konrad Wolf während ihrer Zeit als Gastdozentin entstand, erhielt zwei Awards: 2017 Wildsound Female Feedback Film Festival Toronto sowie Best Cinematography Florian Baumgärtner und 2018 den GWCIFF New York, Best Narrativ Short.
Zusammen mit dem Hotel Soho House Berlin gründete Dehne das Frauen und Film Netzwerk Women and Film Salon (2011–2017) mit regelmäßig zur Berlinale stattfindenden Veranstaltungen. Nach 2017 wurde das Engagement in Kooperation mit dem Sir Savigny Hotel mit dem Namen Female Film Cocktail im Rahmen der Berlinale weitergeführt.
Miriam Dehne ist Mitglied der Deutschen Filmakademie und bei Pro Quote Film. Sie war von 2013 bis 2016 Jurymitglied des „Preises für junge Filmkunst“ von der Deutschen Filmakademie und der Neuen Nationalgalerie. Von 2017 bis 2022 ist sie Jurymitglied der Kurzfilm-Jury des BKM (Beauftragte der Bundesregierung für Kultur und Medien).

## Filmografie (Auswahl)

### Regie
- 2014: Berlin Models, Serie (75 Folgen)
- 2015: B-Movie: Lust & Sound in West-Berlin 1979–1989 (Regie Reenacments)
- 2018: Falkenberg Mord im Internat (Pilot/first episode)
- 2021: Die Sterntaler des Glücks (Herzkino, ZDF)
- 2022: SOKO Potsdam (Fernsehserie)
- 2024: SOKO Stuttgart (Fernsehserie)

### Regie und Drehbuch
- 1993: Babsi, ein Name für viele Gesichter (Fernsehfilm, ZDF Das kleine Fernsehspiel)
- 2002: 99 Euro films (Kurzfilm, Episode: Loreley S)
- 2005: Stadt als Beute (Episodenfilm, Episode: Lizzy)
- 2008: Little Paris[12] (Tanzfilm, Premiere auf dem 11th Shanghai International Film Festival)
- 2008–09: They call us Candy Girls (Webserie, 30 Folgen), Drehbuch zusammen mit Jackie Thomae
- 2013: Tears (Kurzfilm)
- 2015: Falling Stars (Kurzfilm)

## Musikvideo (Auswahl)

### Regie und Drehbuch
- 2002: Ich und Elaine – 2raumwohnung
- 2009: Glaub Ihnen kein Wort – Cassandra Steen
- 2009: Whishing you Well – Stanfour
- 2011: Irgendwo in Berlin – Musical-Film mit Rosenstolz

## Theater (Auswahl)

### Regie
- 2001: Pornostars mit Liebeskummer von Detlef Bothe (Uraufführung), Staatstheater Hannover
- 2014: Mom’s Room, The Labortaryartscollectiv[13], Los Angeles

## Veröffentlichungen (Auswahl)
- Angel Of Germany. Lyrics, mit Inga Humpe. 2raumwohnung, 2009.
- Du Bewegst Dich Richtig. Lyrics. 2raumwohnung, 2007.
- A Dress from L.A., one of the possible storys about the designers Stefan Loy und Frank Ford. HEKMAG Magazin. Berlin.
- Der Kaiser ist in der Garderobe. Fiktives Interview über Modeindustrie und Ökologie. HEKMAG Magazin. Berlin.
- Naomis Dress. Tagebuch einer deutschen Schauspielerin in Hollywood. HEKMAG Magazin. Berlin.
- Moms Room. engl. Theatre Play inspired by the pictures of Marilyn Minter. sleek Magazin. Berlin.
- Diamond Daliah. Kurzgeschichte über die Liebe und den Verfall des Kunstmarktes. HEKMAG Magazin. Berlin.
- Lady Luck. Kurzgeschichte aus dem Zyklus Trip to Vegas. Autorinnenforum Rheinsberg. Rheinsberg.

## Auszeichnungen und Nominierungen
B-Movie: Lust & Sound in West-Berlin 1979–1989
- 2015 Weltpremiere auf der Berlinale Panorama
- DEFA Foundation Heiner Carow Preis

Little Paris
- 2008: Nominierung 22. Internationales Filmfest Braunschweig:
  - KINEMA deutsch-französischer Jugendpreis
- 2008: Nominierung 19. Filmkunstfest Mecklenburg-Vorpommern:
  - Spielfilmwettbewerb/Hauptpreis des Landes Mecklenburg-Vorpommern
  - Nachwuchsdarstellerpreis: Sylta Fee Wegmann
- 2009: Vorauswahl zum Deutschen Filmpreis:
  - Beste darstellerische Leistung – weibliche Nebenrolle: Nina-Friederike Gnädig
  - Beste Filmmusik: Marco Meister, Kriton Klingler-Ioannides

They call us Candy Girls
- 2008: Verleihung des 2. IPTV AWARD auf den Medientagen München:
  - Innovativstes Projekt[14]

A Dress from L.A.
- 2007: Auszeichnung vom "ADC – Art Directors Club":
  - Beste Editorial – Zeitschriftenbeiträge: für den Artikel "A Dress from L.A., one of the possible storys about the designers Stefan Loy und Frank Ford"

Stadt als Beute
- 2005: Nominierung femme totale / 10.Internationales Filmfestival Dortmund:
  - Internationaler Spielfilmwettbewerb für Regisseurinnen
- 2005: Lobende Erwähnung vom Internationalen Verband der Filmkunsttheater / Confédération Internationale des Cinémas D’Art et Essai im Rahmen der Berlinale
- 2006: Vorauswahl zum Deutschen Filmpreis:
  - Beste weibliche Nebenrolle: Julia Hummer
  - Beste weibliche Nebenrolle: Inga Busch